# 생 리얼리티 초등학쌤
《생 리얼리티 초등학쌤》은 2017년 1월 27일 SBS에서 설특집으로 방영했던 예능 프로그램이다.

## 출연자
- 엠버
- 헨리
- 모모
- 텐
- 디에잇
- 강남

### 진행
- 강호동